# Клан Форрестер
Клан Форрестер – (шотл. - Clan Forrester) – один з давніх кланів Шотландії. Назва клану походить від охоронців королівського лісу біля Единбургу: «Forrester» – охоронець лісу. Клан мав володіння в Лотіані та Стерлінгширі. 
Під час правління короля Шотландії Роберта III, коли вождь клану Форрестер був призначений хранителем Великої печатки Шотландії з багатьма повноваженнями і правом хранителя офіційний документів королівства, а також йому було даровано посаду головного камергера Шотландії, клан отримав значну силу, владу і вплив в Шотландії.  Вождь клану Форрестер отримав численні титули, такі як барон Лібертон, барон Корсторфін. Ці титули були підтверджені королем Шотландії Джеймсом I. 
Нині клан Форрестер не має вождя визнаного герольдами Шотландії, і тому цей клан розглядається як «клан зброєносців» і його становище нижче ніж інших кланів Шотландії, що мають визнаного вождя. 
Клан мав в свій час потужні замки, зокрема замок Корсторфін (шотл. – Corstorphine Castle) в Лотіані, що був резиденцією вождів клану,  замок Торвуд (шотл. – Torwood Castle). Нині ці замки в руїнах, їх намагаються відновити. 

## Історія клану Форрестер

### Походження
Вважається, що клан Форрестер одночасно кельтського і англо-саксонського походження. Засновником клану була, як вважається, людина на ім'я Марнін Форрестер, що походить з Дуніпейсу (шотл. – Dunipace), що Стірлінгширі. Виникнення клану датується приблизно 1200 роком. 
Сер Адам Форрестер є першим історично підтвердженим вождем клану Форрестер. Він був послом, купцем, проректором навчального закладу в Единбурзі, Хранителем Великої Печатки Шотландії та заступником головного камергеру Шотландії. У 1376 році він придбав замок Корсторфін в Мідлотіані. 

### XIV століття – війна за незалежність Шотландії
Під час війни за незалежність Шотландії клан Форрестер підтримував борця за незалежність Шотландії і майбутнього короля Шотландії Роберта Брюса. Клан брав участь у битві під Халлідон Хілл проти англійців у 1333 році. Дочка вождя клану Форрестер одружилась з вождем клану Манро – Робертом де Манро з Фоліуса. 

### XV століття – війни кланів
Син сера Адама - сер Джон Форрестер також став Хранителем Великої Печатки Шотландії, головним камергером Шотландії і Хранителем Дому короля Шотландії Джеймса I. Разом вони воювали за короля в битві під Хамбелтон Хілл у 1402 році. Клан Форрестер брав участь у битві під Савхібурн (шотл. – Sauchieburn) у 1488 році.

### XVI століття – англо-шотландські війни
У XVI столітті під час англо-шотландських війн клан Форрестер на чолі з вождем клану з молодшої гілки - сером Джоном Форрестером з Ніддрі воював проти англійців в битві під Флодден  у 1513 році, де він вождь клану був убитий. Клан також боровся проти англійців в битві при Пінкі Клев у 1547 році. У цій битві VII вождь клану Форрестер – сер  Джеймс Форрестер був убитий. Клан Форрестер також брав участь у битві під Лансайд (шотл. – Langside) у 1568 році і в битві під Іврі в 1590 році.

### XVII століття – громадянська війна на Британських островах
Х вождь клану Форрестер отримав титули баронета Нової Шотландії і лорда Форрестер з Корстонфін у 1633 році. Після його смерті титул став в вакантним і досі ніхто не носить цього титулу. 
Джеймс і Вільям Байлл, зяті першого лорда Форрестера прийнли прізвище Форрестер, стали членами клану і успадкувли титул пера Шотландії. 
Під час громадянської війни клан Форрестер підтримував роялістів. В результаті Джеймс – вождь клану Форрестер був оштрафований Олівером Кромвелем й маєтки клану стали обтяжені боргами. Джеймс був убитий коханкою - місіс Христиною Німмо (шотл. - Christian Nimmo), його брат, який зійшов з розуму, успадкував титул.

### XVIII століття – повстання якобітів
На початку XVIII століття клан Форрестер брав участь у війні за іспанську спадщину у складі британської армії. Вождь клану – V лорд Форрестер - Джордж Форрестер служив полковником у гренадерському гвардійському полку, був полковником лейб-гвардії. Клан Форрестер воював проти французів в битві при Уденард (фр. – Oudenarde) в 1708 і в битві при Мальплак в 1709 році.
Під час повстань якобітів клан Форрестер підтримав британський уряд. Клан Форрестер воював на боці британського уряду в битві при Престон в 1715 році, де повстанці – борці за незалежність Шотландії  були розбиті. 
У 1776 році Вільям Форрестер служив піхотинем у британській армії у складі армії, що воювала в Америці і намагалась придушити повстання за незалежність Сполучених Штатів Америки – 13 колишніх колоній Британії, що проголосили незалежність. Після того, як війна закінчилася, Вільям Форрестер став дезертиром з британської армії і  оселився в новостворених Сполучених Штатах Америки. Син Вільяма - Джон Форрестер став церковним діячем і заснував першу протестантську церкву в Онейда (англ. – Oneida).